# Heinz-Steyer-Stadion
Het Heinz-Steyer-Stadion (tot de jaren vijftig Stadion am Ostragehege genoemd) is een stadion in de Duitse stad Dresden. Het stadion wordt voornamelijk gebruikt door de voetballers en de atleten van de Dresdner SC. Het stadion is vernoemd naar de communistische voetballer Heinz Steyer die in 1944 werd geëxecuteerd.
Oorspronkelijk bood het stadion plaats aan bijna 24.000 toeschouwers, maar op grond van de bouwvallige toestand is de capaciteit tegenwoordig beperkt tot 4500 toeschouwers. Het stadion heeft 2660 zitplaatsen, waarvan 1860 overdekt. Bij het bombardement op Dresden in 1945 diende het stadion voor geallieerde piloten als oriëntatiepunt, maar het raakte slechts licht beschadigd. De laatste grote renovatie vond plaats in 1972. Bij de hoogwatercatastrofe van 2002 raakte het stadion beschadigd, maar in 2013 was het nog niet tot een renovatie gekomen.

## Interlands
| Voetbalinterlands | Voetbalinterlands | Voetbalinterlands             | Voetbalinterlands | Voetbalinterlands    | Voetbalinterlands |
| №                 | Datum             | Wedstrijd                     | Uitslag           | Competitie           | Toeschouwers      |
| ----------------- | ----------------- | ----------------------------- | ----------------- | -------------------- | ----------------- |
| 1                 | 28 september 1930 | Duitsland – Hongarije         | 5–3               | Vriendschappelijk    | 41.500            |
| 2                 | 26 mei 1935       | Duitsland – Tsjecho-Slowakije | 2–1               | Vriendschappelijk    | 61.000            |
| 3                 | 16 november 1941  | Duitsland – Denemarken        | 1–1               | Vriendschappelijk    | 45.000            |
| 4                 | 14 juni 1953      | DDR – Bulgarije               | 0–0               | Vriendschappelijk    | 55.000            |
| 5                 | 1 mei 1959        | DDR – Hongarije               | 0–1               | Vriendschappelijk    | 50.000            |
| 6                 | 14 oktober 1962   | DDR – Roemenië                | 3–2               | Vriendschappelijk    | 30.000            |
| 7                 | 16 april 1969     | DDR – Wales                   | 2–1               | WK 1970 kwalificatie | 38.198            |